# Triff die Robinsons
Triff die Robinsons (Originaltitel Meet the Robinsons) ist ein US-amerikanischer Computeranimationsfilm und der 47. abendfüllende Trickfilm der Walt Disney Animation Studios aus dem Jahr 2007. Er basiert auf dem Kinderbuch Zu Gast bei Willi Robinson (Originaltitel A Day with Wilbur Robinson) von William Joyce.

## Handlung
Lewis ist ein zwölfjähriger Waisenjunge, dessen größter Wunsch eine Familie ist. Um herauszufinden, weshalb seine Mutter ihn weggegeben hat und um sie zu suchen, erfindet er einen Erinnerungsscanner. Sein Zimmergenosse, der immermüde Baseball-Spieler Michael „Goob“ Yagoobian erträgt mehr oder weniger stumm Lewis’ explosive Mischung aus Traurigkeit und Erfindungswut. Den Erinnerungsscanner möchte Lewis auf einer Science Fair vorstellen. Ein geheimnisvoller Junge namens Wilbur, der behauptet aus der Zukunft zu kommen, warnt Lewis vor einem bösen Mann mit Melone, dessen Ziel darin besteht, den Erinnerungsscanner zu stehlen. Während sich Lewis auf die Präsentation vorbereitet, wird sein Gerät von eben jenem sabotiert. Der Erinnerungsscanner kollabiert und Lewis ist am Boden zerstört.
Lewis zieht sich enttäuscht und wütend auf das Dach des Waisenhauses zurück, wo auch Wilbur bald eintrifft. Dieser will ihn überreden, den Erinnerungsscanner zu reparieren. Lewis will ihn aber nur reparieren, wenn Wilbur beweist, dass er wirklich aus der Zukunft ist. Kurzerhand bringt er Lewis mit einer Zeitmaschine in die Zukunft. Dort zerstören die beiden die Zeitmaschine unabsichtlich bei einem Streit, weil Lewis in die Vergangenheit will, um seine Mutter davon abzuhalten ihn wegzugeben. In der Zwischenzeit stiehlt der Melonenmann den Erinnerungsscanner und will ihn als seine eigene Erfindung ausgeben. Das geht gründlich schief, da er keine Ahnung hat, wie das Ding funktioniert. Deshalb plant er, Lewis zu entführen.
Dieser jedoch ist in der Zukunft, wo er die Robinsons, Wilburs vollkommen verrückte Familie, kennenlernt. Nach einem Kampf mit einem Dinosaurier, den der Melonenmann aus der Vergangenheit geholt hat, wollen die Robinsons Lewis sofort adoptieren, nehmen es allerdings gleich zurück, als sie seine blonden Haare sehen. Wütend auf Wilbur rennt Lewis davon und trifft auf den Melonenmann, dem er auch folgt. Lewis repariert den Erinnerungsscanner für ihn. Der Melonenmann fesselt ihn und erzählt Lewis von seinem Leben.
Wie sich herausstellt ist der Melonenmann nämlich der erwachsene Goob, für dessen ruiniertes Leben er Lewis verantwortlich macht. Da Lewis laute Erfindungen Goob viel Schlaf gekostet haben, ist er bei einem für ihn sehr wichtigen Baseballspiel eingeschlafen. Lewis ist Wilburs Vater Cornelius. Der Melonenmann gelangt in die Vergangenheit und gibt den Erinnerungsscanner als seine Erfindung aus, verändert allerdings dadurch die Zukunft extrem. Das Haus der Robinsons ist leer bis auf den Erinnerungsscanner, auf dem Lewis sehen kann, was passiert ist: Der Hut Doris des Melonenmannes wurde ebenfalls patentiert und vervielfältigt. Dieser Hut hat allerdings ein Eigenleben, versklavt die Menschheit und tötet seinen geschockten Besitzer.
Lewis wird von der Melonen-Robinsonfamilie angegriffen und kann nur fliehen, indem er die kaputte Zeitmaschine in Gang bringt. Er reist in der Zeit zurück und verhindert, dass Doris jemals von ihm erfunden wird. Zurück in der Zukunft repariert sich die Welt von selbst. Lewis begegnet auch seinem zukünftigen Ich, bevor Wilbur ihn in die Vergangenheit bringt. Allerdings an den Tag, als er vor dem Waisenhaus ausgesetzt wurde. Lewis begegnet doch noch seiner Mutter, hält sie allerdings nicht davon ab, ihn wegzugeben: die Zukunft ist ihm wichtiger als die Vergangenheit.
An dieser Stelle wird deutlich, dass die Zeitmaschine nur für diesen Zweck gebaut wurde. Lewis hält seine leibliche Mutter nicht davon ab, ihn wegzugeben, sondern kehrt zurück zum Wettbewerb, um den Erinnerungsscanner vorzustellen, der diesmal funktioniert. Er wird von einem der Juroren adoptiert. Außerdem trifft er seine zukünftige Frau Franny, die sich in ihn verliebt, und zieht in das Haus, das er in der Zukunft kennengelernt hatte. Von nun an heißt er Cornelius Robinson. Vorher jedoch geht er zu dem Baseballspiel bei dem Goob eingeschlafen war und schreit ihm zu, damit dieser aufwacht und den Ball fängt.
Den Film beschließt ein Zitat von Walt Disney.

## Veröffentlichung und deutsche Fassung
Ab dem 23. März 2007 startete der Film in den Kinos zahlreicher Länder. In seinem Produktionsland, den Vereinigten Staaten, lief der Film am 30. März desselben Jahres an und spielte bis Juni etwa 96 Millionen US-Dollar ein. In Deutschland, wo er bereits am 29. März 2007 gestartet war, wurde der Film etwa 250.000 Mal gesehen. Die deutsche Synchronisation entstand nach einem Dialogbuch und unter der Dialogregie von Oliver Rohrbeck im Auftrag der FFS Film- & Fernseh-Synchron GmbH in Berlin.
| Figur                                          | Originalsprecher    | Deutscher Sprecher     |
| ---------------------------------------------- | ------------------- | ---------------------- |
| Lewis/Cornelius Robinson                       | Jordan Fry          | Johann Hillmann        |
| … als Erwachsener                              | Tom Selleck         | Thomas Gottschalk      |
| Michael „Goob“ Yagoobian                       | Matthew Josten      | Lasse Crohn            |
| „Der Melonenmann“                              | Stephen J. Anderson | Leon Boden             |
| Wilbur Robinson                                | Wesley Singerman    | Yoshij Grimm           |
| Lucille Krunkelhorn-Robinson                   | Laurie Metcalf      | Cornelia Meinhardt     |
| Bud Robinson                                   | Stephen J. Anderson | Bodo Wolf              |
| Franny Robinson                                | Nicole Sullivan     | Vera Teltz             |
| … als Kind                                     | Jessie Flower       | Jodie Blank            |
| Mildred                                        | Angela Bassett      | Susanna Bonasewicz     |
| Mr. Willerstein                                | Tom Kenny           | Hans-Jürgen Dittberner |
| Carl, der Familienroboter                      | Harland Williams    | Jaron Löwenberg        |
| Onkel Art                                      | Adam West           | Erich Räuker           |
| Coach                                          | Don Hall            | Ralf Möller            |
| Onkel Fritz Robinson Onkel Spike Onkel Dimitri | Ethan Sandler       | Rick Kavanian          |
| Cousine Tallulah Robinson                      | Stephen J. Anderson | Eva Padberg            |
| Laszlo Robinson                                | Ethan Sandler       | Stefan Krause          |
| Tante Billie                                   | Kelly Hoover        | Anke Reitzenstein      |

## Rezeption
Triff die Robinsons erhielt ein gutes Presseecho, was sich auch in den Auswertungen US-amerikanischer Aggregatoren widerspiegelt. So erfasst Rotten Tomatoes mehrheitlich positive Besprechungen und ordnet den Film dementsprechend als „Frisch“ ein. Laut Metacritic fallen die Bewertungen im Mittel „Grundsätzlich Wohlwollend“ aus.
A. O. Scott kritisierte in der New York Times vom 30. März 2007, der Film sei „mit Sicherheit einer der schlechtesten in letzter Zeit im Kino veröffentlichten Animationsfilme, die unter dem Disney-Label herausgekommen sind.“ Eine positive Meinung zu Triff die Robinsons vertrat dagegen Todd McCarthy von der Variety. Der Film sei „zynisch“ und „reichlich unterhaltend“. Kinder jeden Alters würden ihm mit großen Augen folgen und würden auf Zack gehalten.
Der film-dienst bezeichnete die Geschichte als wirr, meinte jedoch auch: „Dennoch gelingt es Regie-Neuling Stephen J. Anderson, ein wenig Pixar-Glamour in diese Produktion aus dem Hause Disney zu zaubern – was bewirkt, dass man mehr staunt als denkt und sich in ein Universum entführen lässt, in dem das Unmögliche möglich scheint. Dass die Geschichte nicht wie sonst bei Disney ins allzu Gefühlsselige abrutscht und dass die Gags ein vernünftiges Timing haben und durchaus auch Erwachsene ansprechen, hilft dabei enorm.“

„Ein mitunter etwas überladenes Science-Fiction-Abenteuer, das trotz seiner Anlehnung an bekannte Vorbilder dennoch als eigenständiger 3D-Animationsfilm überzeugt. Unbeschwerte Unterhaltung, die in der Handlung eher auf Action als auf Gefühligkeit aufbaut.“

Des Weiteren wurde der Film für die folgenden Auszeichnungen nominiert:
CFCA Awards 2007
- Bester Animationsfilm

Golden Reel Awards 2008
- Bester Tonschnitt in einem Animationsfilm

Annie Awards 2008
- Beste Filmmusik in einem Animationsfilm
- Bestes Storyboarding für einen Animationsfilm: Don Hall